# Predrag
Predrag (en cirílico: Предраг) es un nombre propio de persona masculino de origen serbio y croata.

## Variantes
- Serbo
  - Alterados: Пеђа (Peđa)[1]

## Origen y difusión
Deriva del término eslavo dragu ("precioso", como en los nombres Dragomir y Dragan), combinado con un prefijo superlativo, y puede así pues ser traducido como "preciosísimo"; su significado es análogo al nombre Precioso.
Es el nombre de uno de los dos hermanos protagonistas de la canción popular Predrag y Nenad, que puso de moda también el nombre Nenad).

## Onomástica
El nombre es onomástico, o sea privativo de santo patrón; su onomástica se celebra cada 1 de noviembre, con ocasión del Día de Todos los Santos.

## Personas
- Predrag Bjelac, actor serbio

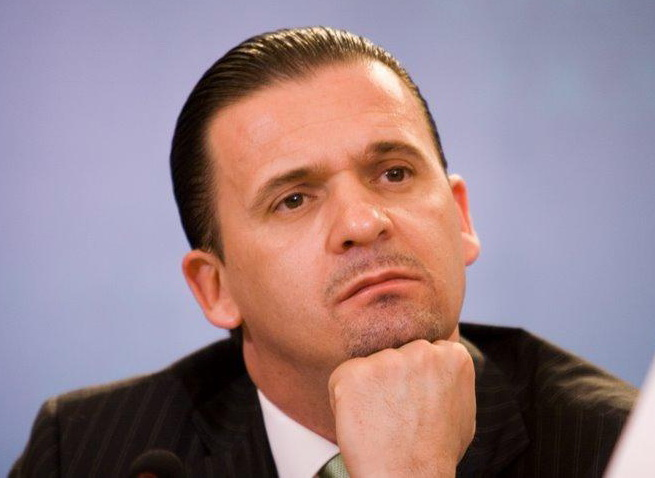
Predrag Mijatović

- Predrag Bojić, futbolista australiano
- Predrag Danilović, baloncestista y dirigente deportivo yugoslavo
- Predrag Matvejević, escritor y académico croata.
- Predrag Mijatović, futbolista y dirigente deportivo montenegrino.
- Predrag Nikolić, scacchista bosnio.
- Predrag Stojaković, cestista serbio.
- Predrag Vranicki, filósofo croata.